# Multirracismo
El multirracismo es el conflicto entre las diferentes comunidades étnicas que conforman un estado, basado en la creencia que las diferencias raciales producen un superioridad inherente de una raza en particular.[cita requerida]
El término se proyecta sobre la vida social y económica de los grupos étnicos, demostrando que mientras algunos han encontrado éxito económico, otros han permanecido desamparados.
Muchos grupos étnicos han tratado de mantener su unión especialmente a través del lenguaje, religión, política y cultura. Similarmente, muchos grupos étnicos han confrontado variados tipos de hostilidad tanto del estado como de otros grupos étnicos.[cita requerida]
Algunos autores establecen que el multirracismo es consecuencia del multiculturalismo mal aplicado por la sociedad y el Estado, siendo pernicioso y destructivo para las comunidades, ya que es causante de fractura étnica, conflictos etnoculturales y socioeconómicos.[cita requerida]